# La Ginebreda (Castellterçol)
La Ginebreda és una masia de Castellterçol (Moianès) inclosa a l'Inventari del Patrimoni Arquitectònic de Catalunya. Està situada en el sector nord del terme, a ponent de la carretera C-59, al sud-oest de la Fàbrega i al nord-oest de l'Oller. És en el vessant de llevant de la serreta de la Miranda. Pertany a aquesta masia la capella de Sant Gaietà de la Ginebreda, situada uns 200 metres a llevant de la masia.

## Descripció
Gran casa pairal amb portal central de grans carreus de pedra. El parament és de pedres de talla irregular i la coberta és a dues aigües. La porta principal és un arc de mig punt amb grans dovelles; a la clau es troba un escut amb la inscripció molt deteriorada. Entorn d'aquest nucli central s'ha anat afegint diverses dependències, segons les necessitats (granges, magatzems, estables, un abeurador per al bestiar…).

## Història
L'existència del mas és documentada des del segle xii. En aquest moment hi havia dos nuclis de població: un depenent del castell i l'altre del mas, amb l'església de Sant Fruitós. L'edifici actual és del segle xviii i va ser restaurat el 1818 per Gaietà de Planella i Fivaller, comte de Llar i baró de Granera.